# Barra fija

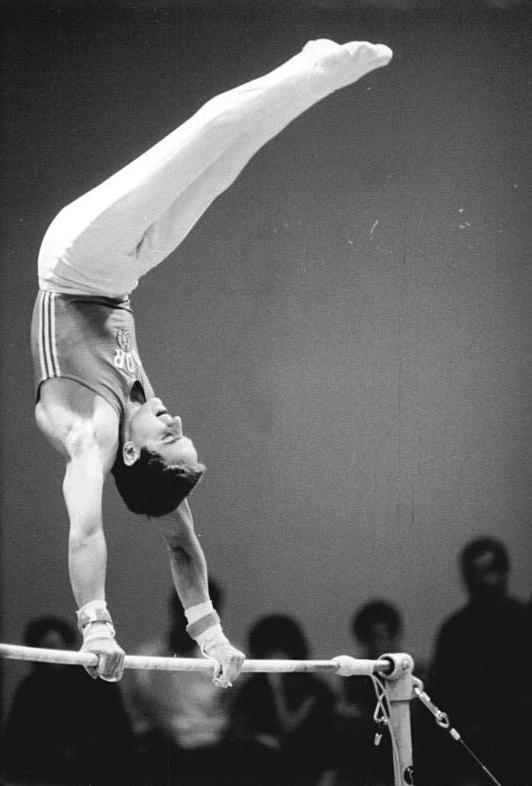
Ejercicio de barra fija de Sven Tippelt en 1988.

La barra fija, también conocida como barra alta, es una de las seis modalidades o aparatos de competición que componen la gimnasia artística masculina. Tradicionalmente consiste en una barra cilíndrica de 2,40 m de largo, colocada de forma paralela al suelo a 2,80 m de altura, sobre una estructura de metal sujeta por un sistema de cables y soportes verticales rígidos. Las competiciones de élite actuales utilizan una barra de fibra de vidrio más elástica, similar kilos barras asimétricas de la gimnasia femenina o de las paralelas.
Los elementos gimnásticos realizados en la barra horizontal se rigen por un código de puntuación establecido por la Federación Internacional de Gimnasia. Un ejercicio de barra contemporáneo se inicia desde una posición estática o con una corta carrera para saltar a la barra y tiene que presentar una ejecución dinámica que conste de conexiones fluidas con impulsos, giros y sueltas, alternándose con elementos realizados en contacto con la barra y separándose, con variedad de presas. La barra fija comúnmente es considerada como uno de los eventos más populares de la gimnasia debido al poder exhibido por los gimnastas durante los giros gigantes y los espectaculares lanzamientos aéreos y desmontes que a menudo incluyen múltiples saltos o giros y, en algunos casos, los viajes en el aire por encima del arco.

## Historia
La barra fija se usaba por acróbatas de la antigua Grecia y Roma y también durante la Edad Media. Fue introducida en la gimnasia por Johann Christoph Friedrich GutsMuths en su libro de 1793 Gymnastik für die Jugend, que después continuó y amplió Friedrich Ludwig Jahn en 1811.

## Dimensiones

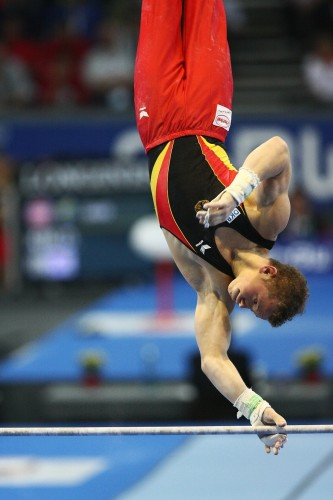
Imagen de un ejercicio de Fabian Hambüchen campeón del mundo de 2007 de barra fija.

Las características de este aparato están fijadas por la Federación Internacional de Gimnasia:
- Altura: 280 cm (incluido 20 cm para las colchonetas).[1]
- Longitud: 240 cm.
- Diámetro de la barra: 2,8 cm.

## Ganadores olímpicos en esta modalidad

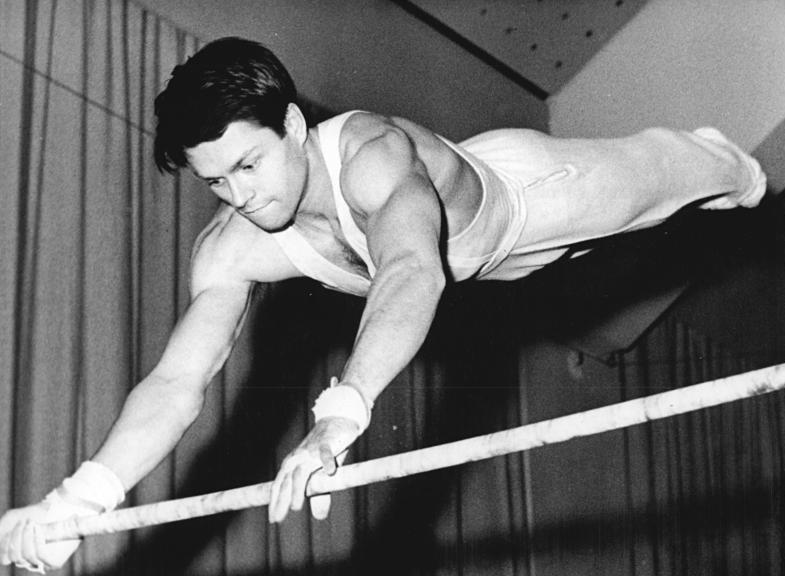
Ejercicio de barra fija de 1967.

- 1896  Hermann Weingärtner
- 1900 Kein Einzelwettkampf
- 1904  Anton Heida y  Edward Hennig
- 1908-1920 Kein Einzelwettkampf
- 1924  Leon Štukelj
- 1928  Georges Miez
- 1932  Dallas Denver Bixler
- 1936  Aleksanteri Saarvala
- 1948  Josef Stalder
- 1952  Jack Günthard
- 1956  Takashi Ono
- 1960  Takashi Ono
- 1964  Borís Shajlín
- 1968  Mijaíl Voronin y  Akinori Nakayama
- 1972  Mitsuo Tsukahara
- 1976  Mitsuo Tsukahara
- 1980  Stoyan Deltschev
- 1984  Shinji Morisue
- 1988  Vladimir Artemov y  Valeri Liukin
- 1992  Trent Dimas
- 1996  Andreas Wecker
- 2000  Alexei Nemov
- 2004  Igor Cassina
- 2008  Zou Kai
- 2012  Epke Zonderland
- 2016  Fabian Hambüchen

### Modalidad masculina
- Caballo con arcos
- Barras paralelas
- Anillas
- Salto
- Suelo

### Modalidad femenina
- salto
- Barras asimétricas
- Barra de equilibrio
- Suelo